# Wil Lutz
Wil Lutz (* 7. Juli 1994 in Newnan, Georgia) ist ein US-amerikanischer American-Football-Spieler auf der Position des Kickers. Derzeit spielt er für die Denver Broncos in der National Football League (NFL). Davor war er bei den New Orleans Saints unter Vertrag.

## College
Lutz besuchte die Georgia State University und spielte für deren Mannschaft, die Panthers, College Football. Waren seine Leistungen bei Field-Goal-Versuchen eher durchschnittlich (27 von 39), so konnte er sich als überaus sicherer Scorer bei Extrapunkten etablieren (102 von 104). Wiederholt wurde er auch als Punter aufgeboten.

## NFL

### Baltimore Ravens
Lutz fand beim NFL Draft 2016 keine Berücksichtigung, wurde aber im Anschluss von den Baltimore Ravens als Free Agent verpflichtet, machte die gesamte Vorbereitung mit, konnte sich jedoch gegen den Routinier Justin Tucker, der seinerseits einen hoch dotierten Vertrag erhielt, nicht durchsetzen und wurde noch vor Beginn der Regular Season wieder ausgemustert.

### New Orleans Saints
Wenige Tage vor Saisonstart 2016 wurde Lutz von den New Orleans Saints zu einem Probetraining eingeladen. Dabei zeigte er so überzeugende Leistungen, dass er engagiert wurde und den Stamm-Kicker Kai Forbath aus dem Kader verdrängte. 2018 verwandelte er 28 von 30 Field Goals und 52 von 53 Extrapunkten. Am 13. März 2019 verpflichteten die Saints Lutz für weitere fünf Jahre.
2019 wurde er erstmals in den Pro Bowl berufen. 
Die gesamte Spielzeit 2021 musste er verletzungsbedingt pausieren. 2022 bestritt er wieder alle Spiele für die Saints.

### Denver Broncos
Am 29. August 2023 wurde Lutz für einen Siebtrundenpick zu den Denver Broncos getradet. Im März 2024 unterschrieb Lutz einen neuen Zweijahresvertrag in Denver.